# José Brasileiro Tenório Vilanova
José Brasileiro Tenório Vila Nova (Garanhuns, 8 de maio de 1914) foi um  escritor e professor brasileiro.
Foi secretário de Educação do Governo do Estado de Pernambuco no período de 10 de agosto de 1966 a 31 de janeiro de 1967, além de ter sido professor do Ginásio Pernambucano e professor titular de Língua Portuguesa da Universidade Federal de Pernambuco. Coordenou o Projeto da Norma Linguística Urbana Culta (Projeto NURC).